# Grafómetro

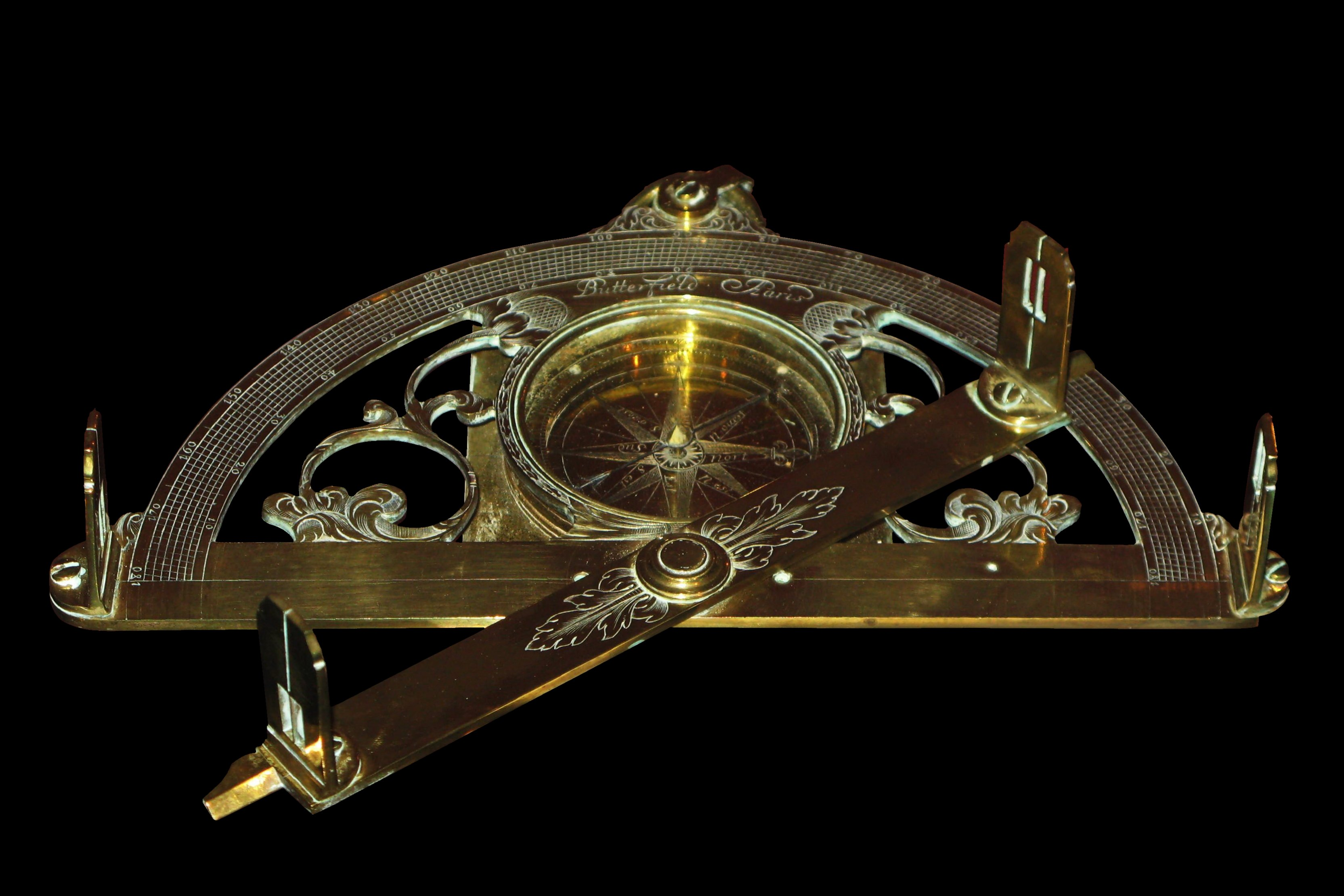
Grafómetro con brújula

El grafómetro es un instrumento que se emplea para la medición de los ángulos en operaciones topográficas. 
Se compone de un semicírculo o limbo de cobre dividido exactamente en 180 partes iguales, que se llaman grados, de dos reglas de cobre, la una móvil y la otra fija y de una rodilla. La regla fija es el diámetro del círculo; la regla móvil se llama alidada y gira por el punto medio de la regla fija que debe ser el centro del círculo y sirve para indicar los grados de abertura de los ángulos. A cada una de las extremidades de las reglas se halla una pequeña placa que se llaman pínulas, a través de las cuales se dirige el rayo visual: muchas veces en lugar de pínulas lleva un anteojo para observar mejor los objetos a grandes distancias.

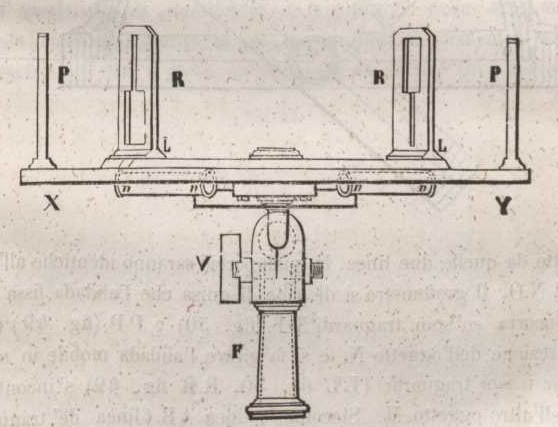
Grafómetro del. De Manuale del fognatore comprendente la pratica inglese del drenaggio, 1856.

A las extremidades de la regla móvil y sobre una plancha que se aplica exactamente sobre el limbo, se ha marcado un punto que corresponde a la hendidura de la pínula. Se marcan divisiones que, según el modo con que se corresponden con las del semicírculo dan las subdivisiones de los grados de cinco en cinco o de diez en diez minutos etc. Esta división se llama Nonius o Vernier. 
Con la medida de los ángulos se debe preferir girar el semicírculo de modo que se oponga al ángulo que se quiere medir: la operación es muy fácil y se obtiene de este modo el ángulo opuesto.
El pie del grafómetro es de una sola pieza o de tres pies. Antes de medir el ángulo conviene colocar bien a plomo el pie y tener el limbo bien horizontal. Cuando nos servimos del trípode conviene tener una plomada y hacer corresponder por una vertical la parte superior del trípode donde está la nuez del grafómetro con el punto cuyo ángulo se quiere medir.